# قطعنامه ۴۹۸ شورای امنیت
قطعنامه ۴۹۸ شورای امنیت سازمان ملل متحد که در تاریخ ۱۸ دسامبر ۱۹۸۰ تصویب شد، سندی بین‌المللی دربارهٔ اسرائیل-لبنان است. این قطعنامه طی نشست ۲٬۳۲۰ام با ۱۲ موافق، ۱ مخالف و ۲ ممتنع تصویب شد.